# 注册管理会计师
注册管理会计师（英語：Certified Management Accountant）是管理会计和财务管理领域的一个专业认证证书。该认证标志着该人拥有财务规划、分析、控制、决策支持和职业道德等方面的知识。全球有许多专业机构提供管理会计专业资格。提供CMA认证的主要机构有：
- 美国管理会计师协会 (IMA)
- 澳大利亚认证管理会计师协会 (ICMA)
- 加拿大认证管理会计师协会

自2015年9月加拿大认证管理会计师协会与加拿大会计师公会合并后，全球只有两个机构提供CMA认证，即美国的IMA和澳大利亚的ICMA。这两个机构的认证路径——包括入学要求、学习大纲和经验要求——有很大的不同。
美国管理会计师协会是总部位于美国的两个提供CMA认证的全球机构之一。只有IMA的授权合作伙伴才能为CMA USA学生提供辅导。 美国註冊管理會計師认证的专业人士在各种规模、行业和类型的组织中工作，包括制造业和服务业、公共和私营企业、非营利组织、学术机构、美国政府机构和跨国公司等。要获得认证，候选人必须通过一项严格的考试，满足教育要求、经验要求，并通过持续专业教育（CPE）来展示对持续学习的承诺。